# Рагнар Сиюрдсон
Рагнар Сиюрдсон (на исландски: Ragnar Sigurðsson), роден на 19 юни 1986 г., е исландски професионален футболист. Играе като централен защитник за английския отбор Фулъм и националния отбор на Исландия.

## Клубна кариера

### Гьотеборг
Сиюрдсон се присъединява към шведския Гьотеборг през 2006 г. Успява да се наложи като твърд титуляр в защитата, като записва пълни 90 минути във всичките мачове на отбора през сезона, помагайки му да стане шампион през сезон 2007. Със силните си игри привлича вниманието на редица отбори от Англия, Германия и Италия. Спортният директор на отбора обявява, че цената на защитника е €3 милиона евро. През сезон 2008 Гьотеборг завършва на трето място.

### ФК Копенхаген
На 30 май 2011 г. преминава в датския ФК Копенхаген са сумата от 5,5 милиона датски крони. Подписаният от него договор е за срок от 4 години.

### ФК Краснодар
на 23 януари 2014 ръководството на руския клуб Краснодар обявява, че Сигурдсон е подписал договор с отбора за 2 плюс 1 години.

## Национален отбор
На 10 май 2016 г. става ясен официалният състав на Исландия за Евро 2016, като Сигурдсон е включен в списъка.

## Трофеи

### Гьотеборг
- Шампион на Швеция (1): 2007
- Суперкупа на Швеция (1): 2008
- Купа на Швеция (1): 2008

### ФК Копенхаген
- Шампион на Дания (1): 2012-13
- Купа на Дания (1): 2012-13